# Jens Knippschild
Jens Knippschild, né le 15 février 1975 à Arolsen, est un joueur de tennis allemand.
Il a joué à deux reprises en Coupe Davis : en barrages contre le Mexique en 1997 et en quart de finale en 2001 où il remplace Marc-Kevin Goellner en double face aux Néerlandais.
Jamais titré en simple dans un tournoi ATP, il a toutefois remporté cinq tournois Challenger, tous en Allemagne sur terre battue. Il en a gagné 14 en double, notamment avec Karsten Braasch. En Grand Chelem, il est quart de finaliste des Internationaux de France en double en 1997 et huitième de finaliste en simple en 1998.

## Palmarès

### Finale en simple (1)
| No | Date       | Nom et lieu du tournoi                          | Catégorie   | Dotation  | Surface      | Vainqueur     | Score     |  |
| -- | ---------- | ----------------------------------------------- | ----------- | --------- | ------------ | ------------- | --------- |  |
| 1  | 10-07-2000 | Miller Lite Hall of Fame Championships, Newport | Int' Series | 350 000 $ | Gazon (ext.) | Peter Wessels | 7-63, 6-3 |  |

### Titres en double (2)
| No | Date       | Nom et lieu du tournoi         | Catégorie   | Dotation  | Surface      | Partenaire      | Finalistes                              | Score           |          |
| -- | ---------- | ------------------------------ | ----------- | --------- | ------------ | --------------- | --------------------------------------- | --------------- | -------- |
| 1  | 09-07-2001 | Telenordia Swedish Open Båstad | Int' Series | 375 000 $ | Terre (ext.) | Karsten Braasch | Simon Aspelin Andrew Kratzmann          | 7-63, 4-6, 7-65 |          |
| 2  | 09-09-2002 | Open Romania Bucarest          | Int' Series | 356 000 $ | Terre (ext.) | Peter Nyborg    | Emilio Benfele Álvarez Andrés Schneiter | 6-3, 6-3        | Parcours |

### Finale en double (1)
| No | Date       | Nom et lieu du tournoi | Catégorie    | Dotation  | Surface      | Vainqueurs                 | Partenaire      | Score         |  |
| -- | ---------- | ---------------------- | ------------ | --------- | ------------ | -------------------------- | --------------- | ------------- |  |
| 1  | 28-04-1997 | BMW Open Munich        | World Series | 400 000 $ | Terre (ext.) | Pablo Albano Àlex Corretja | Karsten Braasch | 3-6, 7-5, 6-2 |  |